# Saint-Just-Malmont
Saint-Just-Malmont este o comună în departamentul Haute-Loire, Franța. În 2009 avea o populație de 4,139 de locuitori.